# Procnias averano
El campanero barbudo (Procnias averano), también denominado campanero barbado (en Colombia) o campanero herrero (en Venezuela),  es una especie de ave paseriforme de la familia Cotingidae perteneciente al género Procnias. Es nativo del norte y noreste de América del Sur y de Trinidad y Tobago.

## Distribución y hábitat
Se distribuye de forma disjunta en el extremo norte de Colombia y norte de Venezuela; en Trinidad y Tobago; sur y sureste de Venezuela y adyacencias del oeste de Guyana y norte de Brasil; y en el noreste de Brasil.
Esta especie es considerada poco común y local en su hábitat natural: el dosel y  los bordes de bosques húmedos, especialmente montanos, y áreas arboladas adyacentes. Es residente, pero algunas poblaciones participan en migraciones altitudinales y la cría ocurre hasta los 1900 m de altitud y la temporada no reproductiva lo pasa en las tierras bajas.

## Descripción
Exhibe un notable dimorfismo sexual. El macho mide aproximadamente 28 cm de longitud y pesa 180 g. Su plumaje es blanco o blanco grisáceo, con las alas negras y cabeza color castaño. Luce una barba de fibras negras. Su llamado suena como un martillo golpeando un yunque con rapidez y se repite entre 20 a 30 veces.
La hembra es más pequeña, de 27 cm de longitud y 130 g de peso. Sus partes superiores son de color verde oliva, más oscuro en la cabeza; la mayoría de las partes inferiores son de color amarillo con rayas verdes y el vientre es de color amarillo. No posee barba facial.

## Comportamiento

### Alimentación
Se alimenta exclusivamente de frutos y bayas, principalmente tomadas en el ala. Prefiere frutos de Lauraceae y Burseraceae.

### Reproducción

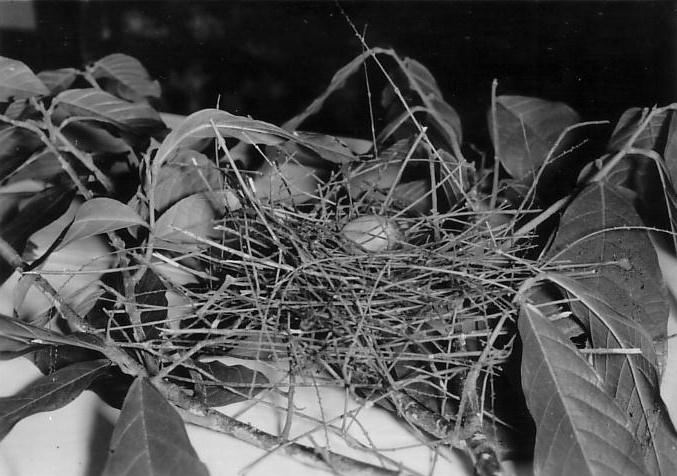
Nido en Cumaca, Trinidad

La hembra construye el nido en la rama exterior de un árbol fuera del bosque y pone un huevo de color marrón claro con motas oscuras.

## Sistemática

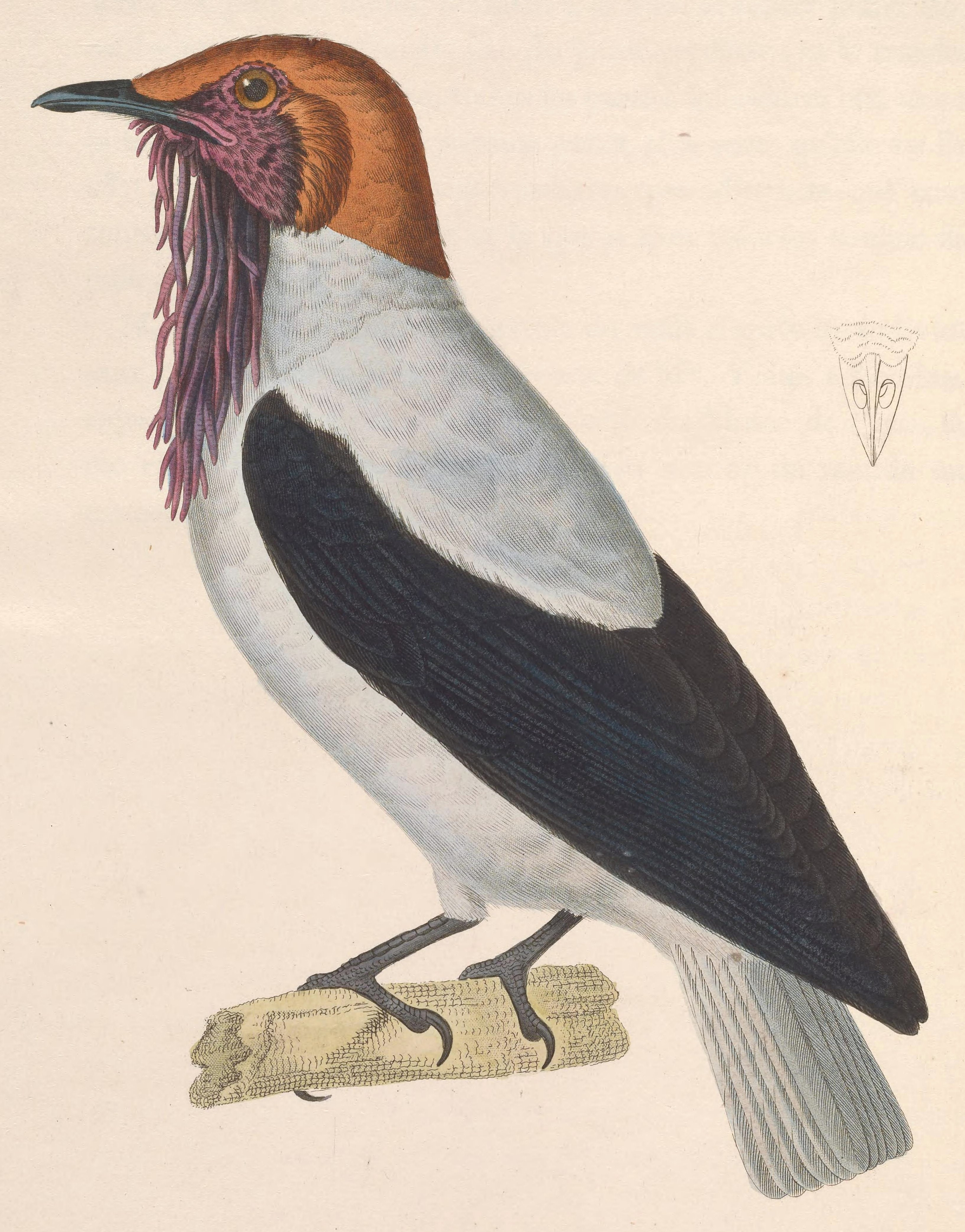
Procnias averano, ilustración de Huet le Jeune y Prêtre, en Nouveau recueil de planches coloriées d'oiseaux, 1838.

### Descripción original
La especie P. averano fue descrita por primera vez por el naturalista francés Johann Hermann en 1783 bajo el nombre científico Ampelis averano; sin localidad tipo definida, presumiblemente Brasil, restringido posteriormente para «noreste de Brasil».

### Etimología
El nombre genérico masculino «Procnias» deriva del griego «Prokne o Procne»: personaje de la mitología griega que se metamorfoséa en una golondrina; y el nombre de la especie «averano», proviene del portugués «ave de verão» que significa ‘ave del verano’, debido a la creencia de que cantaba solamente en las seis semanas del alto verano.

### Taxonomía
Datos de ADN de Berv & Prum (2014) sugieren que está más cercanamente aparentada con el campanero meridional (Procnias nudicollis), con quien comparte varias características morfológicas en el macho (partes peladas en el muslo, modificaciones de las primarias externas). Algunos datos de secuencia de ADN, de Berv & Prum (2014), sugieren que las dos subespecies, que difieren significativamente en el tamaño del cuerpo, pueden estar más fuertemente diferenciadas de lo que se considera actualmente.

### Subespecies
Según la clasificaciones del Congreso Ornitológico Internacional (IOC) y Clements Checklist/eBird, se reconocen dos subespecies, con su correspondiente distribución geográfica:
- Procnias averano averano (Hermann, 1783) - en el noreste de Brasil, desde el sur de Maranhão y norte de Ceará hacia el sur hasta Alagoas. Es relativamente rara, debido a la destrucción de hábitat y a la captura para el comercio y como tal se considera localmente vulnerable.[1]
- Procnias averano carnobarba (Cuvier, 1816) - en el norte, sureste y extremo sur de Venezuela, Trinidad, extremo noreste de Colombia (norte de la Serranía del Perijá), oeste de Guyana y extremo norte de Brasil (Roraima).